# 幕末魔法士
《幕末魔法士》是田名部宗司撰寫，椋本夏夜繪製插畫的日本輕小說作品。第16回電擊小說大獎大賞得獎作品，2010年2月於ASCII Media Works的電擊文庫系列出版。中文版由台灣角川代理發行。

## 故事簡介
在人類誕生前的遠古時代，曾經存在過妖精和矮人的高度魔法文明。故事發生在明治維新前的幕府末年的日本。大坂適塾出身，同時是優秀蘭學者與魔法士的久世伊織，奉塾長命令，為了翻譯某本魔導書而來到松江。受委託的魔導書，記載著失落魔法金屬「米斯里魯銀」的鍊成爐的製作方式。伊織翻譯魔導書的過程中，周圍發生神秘失蹤事件，同時還受到尊皇攘夷派的襲擊，隱藏於米斯里魯銀中的秘密與因緣，也隨著漸漸明朗。

## 登場人物
久世 伊織
本作主角。於大坂適塾就讀的魔法士，精通多種古代語，擅長魔道書翻譯。父親在長州藩失勢，導致久世家的沒落，伊織殷切期望能夠復興久世家。
失本 冬馬
祖父為致力於日本魔法學近代化的大魔法士西博爾德。北辰一刀流的高手，個性平易近人，是個具有強烈正義感的好漢。
想學習魔法，解開祖父加在自己身上的封印。雖然身邊有載明解咒法的書，卻看不懂內容，因而纏著伊織，希望他能夠幫忙翻譯。
彌平
冬馬居住的金森家的幫傭。個性誠實，身段很軟，長相嚴肅但待人溫和，也很擅長料理。擁有和外表符合的怪力，能夠輕鬆抬起經常捉弄伊織的冬馬。
金森 鳶巢
西博爾德的得意門生。松江藩旗下的魔法士，支持改革行動，卻在人煙罕至村子的路上被人暗殺，傳言是激進派攘夷志士所為。

## 名詞解釋
大崩壞
導致古代享盡榮華富貴的妖精魔法文明滅亡的重大事件，許多高度魔法技術因此失傳，只留下少數的魔道書。
米斯里魯銀
具有無窮盡魔力的魔法金屬，冶煉法在大崩壞的時候失傳。
魔人
冶煉米斯里魯銀的關鍵角色。

## 出版書籍

### 日文版
1. Mage Revolution	2010年2月10日出版	ISBN 9784048683234
2. 大坂鬼譚	2011年2月10日出版	ISBN 9784048702713
3. The eastern beast	2011年8月10日	ISBN 9784048707398

### 中文版
1. Mage Revolution	2010年9月8日出版	ISBN 9789862377833